# Израильско-индийские отношения
Израильско-индийские отношения — двусторонние отношения между Государством Израиль и Республикой Индия.
Официальные дипломатические отношения между двумя странами были установлены 29 января 1992 года.

## История
Индия получила независимость от Британской империи в 1947 году, за год до основания Израиля. В 1947 году Индия вошла в Комиссию ООН по Палестине и наряду с Ираном и Югославией выступала за создание федеративного двунационального (арабо-еврейского) государства, однако большая часть комиссии поддержала другое предложение: создать два отдельных национальных государства. После того как план, за который выступала Индия, был отвергнут, на голосовании в ООН эта страна присоединилась к позиции мусульманских и арабских стран, которая вообще отвергала идею раздела Палестины. После того, как Государство Израиль было создано в мае 1948 года, премьер-министр Индии Джавахарлал Неру с гневом и презрением отнесся к тому, как решила Организация Объединённых Наций судьбу Палестины. По его словам, сионисты пытались купить голос Индии для голосования в ООН, и его сестра Виджая Пандит, которая на тот момент являлась послом его государства в ООН, получала угрозы о том, что её жизнь окажется в опасности, если она проголосует неправильно.
Несмотря на то, что Индия не поддержала план ООН по разделу Палестины в 1947 году и голосовала против создания Израиля, в 1950 году эта страна де-юре признаёт Израиль и в 1953 году туда прибыл первый израильский консул. Однако из-за нехватки дипломатов и финансовых трудностей правительство Индии не хотело открывать своё представительство в Израиле.
14 января 2018 года глава израильского правительства Биньямин Нетаньяху возглавил делегацию из 150 человек, которая посетила Индию с пятидневным визитом, приуроченным к 25-летию со дня установления дипломатических отношений между двумя странами. Биньямин Нетаньяху встретится с премьер-министром Индии Нарендрой Моди и министром иностранных дел Сушмой Сварадж. Визит израильской делегации в Индию прошёл через полгода после подобного визита индийской делегации в еврейское государство.
26 июня 2018 года в Израиль с шестидневным визитом прибыл Виджай Рупани (англ.), главный министр индийского штата Гуджарат. Он ознакомился с управлением водных хозяйством Израиля, встретился с правительственными чиновниками и представителями компаний в сфере водного хозяйства и сельскохозяйственных технологий.

## Сотрудничество

### Экономика и торговля
В 2020 году Индия заняла 2 место в списке крупнейших рынков сбыта израильских товаров в Азии, на общую сумму 3,9 млрд шекелей.

### Туризм
Около 35 000 израильтян, большинство из которых молодые люди, отслужившие в армии, посещают Индию в течение года. В 2007 году количество израильских туристов, посетивших Индию, возросло до 65 000 человек, многие израильтяне посетили Гималаи, такие поселения как Манали, Наггар, Касол, и деревни расположенные вокруг города Дхарамсала. В это время даже в магазинах и общественном транспорте встречались вывески на иврите. В 2010 году Индия сместила Корею в качестве самой привлекательной страны для израильских граждан на территории Азии, в стране было открыто представительство министерства туризма Израиля. Туристы из Индии также составляют самую крупную группу туристов, посещающих Израиль. Статистика за первое полугодие 2010 года показала, что средний турист в Израиле тратит $ 1091, в то время как индийский турист — $ 1364.

### Дипломатические визиты

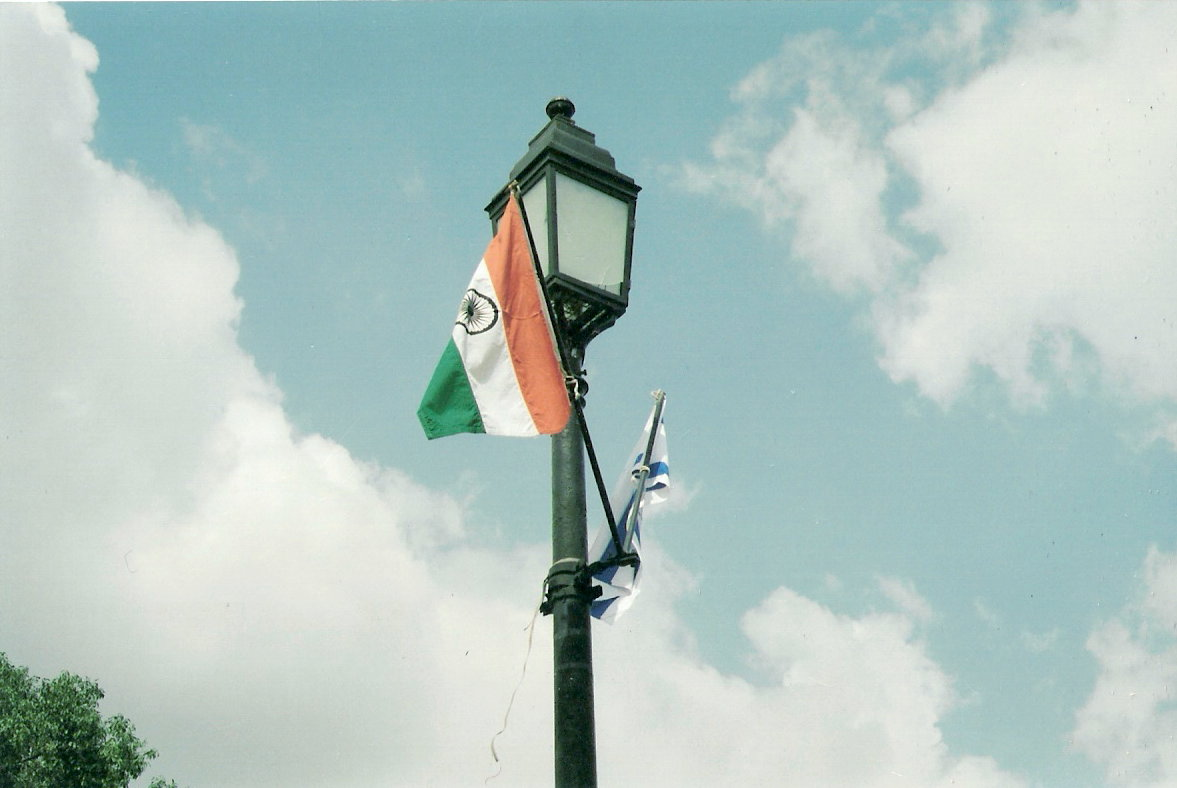
Флаги двух стран, во время визита Ариэля Шарона в Индию (сентябрь, 1983)

В начале 1952 года генеральный директор министерства иностранных дел Израиля Уолтер Эйтан посетил Индию, и при встрече с ним премьер этой страны Джавахарлал Неру выразил готовность установить между двумя странами дипломатические отношения.
В 1997 году Эзер Вейцман стал первым президентом Израиля, посетившим Индию. В ходе визита он встретился с президентом Индии Шанкаром Шарма, вице-президентом Кочерилом Нараянаном и с премьер-министром Хараданахалли Деве Говда.
В 2004 году Ариэль Шарон стал первым премьер-министром Израиля, который посетил Индию. Премьер Индии Ваджпаи выразил уверенность, в том что визит главы правительства Израиля положит путь к дальнейшему укреплению отношений между странами. Визит Шарона был осуждён некоторыми индийскими политическими кругами, в особенности исламистами и левыми, последние в знак протеста устроили в Нью-Дели демонстрацию, где скандировали такие лозунги, как «Шарон убийца», их демонстрацию остановили лишь за 500 метров то той гостиницы, где остановился Ариэль Шарон. В ходе визита Шарон заявил: «Мы рассматриваем Индию как одну из наиболее важных стран в мире».
4 июля 2017 года начинается первый в истории трёхдневный визит главы правительства Индии в Израиль, приуроченный к 25-летию установления дипломатических отношений между двумя странами. Нарендра Моди прибывает в еврейское государство с делегацией индийских чиновников и бизнесменов. Ожидается подписание крупных сделок в области вооружений, водных ресурсов, сельского хозяйства, космической отрасли (Израиль сможет запускать в космос свои спутники с космодрома в Индии), в научной сфере, в сфере кибербезопасности и т. д.

### Военное сотрудничество
В 1997 году, в ходе визита президента Вейцмана в Индию, он провёл переговоры о первой военно-стратегической сделке между странами: Индия закупала у Израиля зенитно-ракетный комплекс «Барак» и ракеты класса «поверхность-воздух».
Израиль и Индия значительно расширили своё сотрудничество в военной сфере с тех пор, как между странами были установлены дипломатические отношения. Рост исламского терроризма в обеих странах заложил твёрдую основу для сотрудничества между странами в сфере борьбы с террором.
В феврале 2017 года Индия закупила у Израиля и развернула на границе с Пакистаном системы ПВО «Spyder» (производства концерна «Рафаэль»), а в августе того же года — системы обеспечения безопасности границ и предотвращения инфильтрации на границе с Бангладеш.
В мае 2018 года в Израиль прибыл с четырёхдневным рабочим визитом Главком ВВС Индии Бирендер Сингх Дханоа. Он примет участие в праздновании 70-летия ВВС ЦАХАЛа, а также в конференции «Господство в воздухе как путь к региональной стабильности» вместе со своими коллегами из 20 стран мира.
В июне 2018 года Индия подтвердила решение о покупке у израильского оборонного концерна «Rafael» противотанковых ракет Spike (об отмене сделки сообщалось в январе 2018 года). Решение было принято потому, что разработка собственных противотанковых ракет в Индии может продлиться до трёх лет. Сумма сделки составит $ 500 млн. Первичное соглашение об этой сделке было достигнуто ещё в 2014 году, однако долго блокировалось США, которые лоббировали закупку ракет Javelin.
В октябре 2018 года Раджнатх Сингх, глава МВД Индии, объявил, что его страна внедряет интегрированную систему пограничной безопасности вдоль государственных границ по примеру Израиля. Оборудование будет закуплено у израильского концерна «Рафаэль» и все данные будут засекречены, несмотря на требования оппозиции их раскрыть.
В ноябре 2018 года Израиль посетила делегация 15 индийских офицеров-пограничников во главе с Дхармой Радаем, начальником управления индийскими пограничными силами. Делегация была принята на базе пограничной охраны в Мецудат-Адумим и на базе «Атарот», израильтяне знакомили индийских коллег с работой пограничной полиции в Иерусалиме и его окрестностях. Индийским коллегам была продемонстрирована работа КПП в Шуафате и Каландии. Кроме того, индийским пограничникам разрешили присутствовать в качестве наблюдателей на учениях израильской пограничной полиции.

## Характеристики стран
|                                                   | Индия                                   | Государство Израиль                      |
| ------------------------------------------------- | --------------------------------------- | ---------------------------------------- |
| Население, чел.                                   | 1 400 000 000                           | 10 027 000                               |
| Площадь, км²                                      | 3 287 590                               | 22 072                                   |
| Плотность населения, чел./км²                     | 419,5                                   | 412                                      |
| Столица                                           | Нью-Дели                                | Иерусалим                                |
| Крупнейший город (население (чел.) в агломерации) | Мумбаи — 26 600 000                     | Иерусалим — 936 425                      |
| Форма правления                                   | Парламентская республика                | Парламентская республика                 |
| Официальные языки                                 | Хинди, Английский                       | Иврит, Арабский                          |
| ВВП (номинал)                                     | $4272.0 млрд. ($2099 на душу населения) | $583.3 млрд. ($57 760 на душу населения) |
| ВВП (ППС)                                         | $14 537 млрд. ($6900 на душу населения) | $521 млрд. ($52 349 на душу населения)   |
| Военные расходы                                   | $86,1 миллиарда                         | $46,5 миллиарда                          |